# 텍사스 센트럴 철도
텍사스 센트럴 철도(영어: Texas Central Railway)은 텍사스 센트럴 파트너(영어: Texas Central Partners, TCP)와 합작으로 텍사스주에 건설 된 고속철도이다. 댈러스에서 시작해 휴스턴까지 노선이 예정되어 있다. 장기적으로 오스틴, 샌안토니오까지 연결되는 방안이 검토되고 있다. 오는 2020년에 착공해 2026년에 개통될 예정으로 신칸센 N700S계 전동차를 도입할 예정이다.

## 같이 보기
- 캘리포니아 고속철도